# Provinz Bagua
Die Provinz Bagua ist eine der sieben Provinzen, welche die Region Amazonas im Norden Perus bilden. Die Einwohnerzahl betrug beim Zensus 2017 74.100. Im Jahr 1993 lag sie bei 69.482, im Jahr 2007 bei 71.757.

## Lage und Begrenzung
Die Provinz Bagua grenzt im Nordwesten an Ecuador, im Osten an die Provinz Condorcanqui, im Süden an die Provinz Utcubamba und im Westen an die Region Cajamarca (Provinzen Jaén und San Ignacio).

## Verwaltungsgliederung
Die Provinz Bagua ist in sechs Distrikte aufgeteilt. Der Distrikt Bagua ist Sitz der Provinzverwaltung.
| Distrikt | Verwaltungssitz |
| -------- | --------------- |
| Aramango | Aramango        |
| Bagua    | Bagua           |
| Copallín | Copallín        |
| El Parco | El Parco        |
| Imaza    | Chiriaco        |
| La Peca  | La Peca         |

## Geografie
Die Provinz Bagua befindet sich im nordöstlichen Teil der Region Amazonas.
Bagua besitzt eine der wichtigsten Landesgrenzen Perus, welche in den letzten zehn Jahren bei Kriegen gegen Ecuador weltweit Aufsehen erregten.

## Hauptstadt
Die Hauptstadt der Provinz ist Bagua, welche sich am südlichen Ende der Provinz befindet, am rechten Ufer des Flusses Utcubamba.